# Удачин, Василий Васильевич
Василий Васильевич Удачин (16.01.1923, село Костемерово, Скопинский район, Рязанская область — 26.04.1980, Одесса) — заместитель командира эскадрильи 33-го гвардейского штурмового авиационного полка 3-й гвардейской штурмовой авиационной дивизии 9-го штурмового авиационного корпуса, 16-й воздушной армии, 1-го Белорусскогофронта, гвардии старший лейтенант. Герой Советского Союза.

## Биография
Родился 16 января 1923 года в селе Костемерево ныне Скопинского района Рязанской области. Член ВКП(б)/КПСС с 1943 года. Окончил два курса Московского нефтяного техникума.
В 1940 году призван в ряды Красной Армии Красногвардейским РВК в Москве. В 1941 году окончил Балашовскую военную авиационную школу пилотов.
В боях Великой Отечественной войны с ноября 1942 года. 7 марта 1943 года В. В. Удачин в группе из восьми Ил-2 бомбардировал самолёты противника на аэродроме Сольцы. Несмотря на ураганный огонь зенитной артиллерии противника, группа произвела два захода и, не имея потерь, уничтожила 13 вражеских самолётов, 3 автомашины, свыше 10 солдат и офицеров из обслуживающего персонала и подавила до 2 батарей зенитной артиллерии. При этой штурмовке В. В. Удачин лично, прямым попаданием, уничтожил два самолёта Юнкерс-87.
14 марта 1943 года В. В. Удачин в группе из семи Ил-2 атаковал скопление пехоты и артиллерии противника в пунктах Гущино и северную окраину Старой Руссы. На втором заходе наши лётчики были атакованы четырьмя Фокке-Вульф-190. Завязался воздушный бой. В. В. Удачин, показывая исключительные образцы мужества и самоотверженности, защищая ведущего от наседавших стервятников, сбил Фокке-Вульф-190. Падение горящего Фокке Вульф-190 подтвердили экипажи Ил-2 и экипажи сопровождающих истребителей. 15 ноября 1943 года два Ил-2, ведущий гвардии старший лейтенант В. В. Удачин, производили разведку переднего края обороны противника на участке дорог Старая Русса — Шимск. Произведя отличную разведку и сфотографировав её результаты, при возвращении домой обстреляли автомашины и повозки противника и уничтожили 3 автомашины с грузом, 2 подводы и до 15 солдат и офицеров противника.
19 июля 1944 года группа пяти Ил-2, ведущий гвардии старший лейтенант В. В. Удачин, штурмовала переправу в двух километрах южнее Быстроки и малокалиберную зенитную артиллерию противника, прикрывавшую её. Несмотря на сильный огонь зениток, переправа была уничтожена, подавлен огонь одной батареи малокалиберной зенитной артиллерии и на западном берегу реки Западный Буг был вызван взрыв большой силы. При отходе от цели наши лётчики были атакованы шестью Фокке-Вульф-190. Благодаря умению и хладнокровию ведущего, группа не потеряв ни одного самолёта, сбила два самолёта Фокке-Вульф-190 и один самолёт подбила.
К концу войны заместитель командира эскадрильи 33-го гвардейского штурмового авиационного полка гвардии старший лейтенант В. В. Удачин совершил 111 боевых вылетов на штурмовку войск противника, из них ведущим группу — 28 и на разведку тылов противника — 11 боевых вылетов в качестве ведущего пары. За 111 боевых вылетов В. В. Удачин лично уничтожил 1 самолёт в воздухе, 2 самолёта на земле, 9 танков, 1 паровоз, 24 вагона с грузом, 53 автомашины с грузом, 10 повозок с грузом, 1 ДЗОТ, 14 укрепленных пунктов, 2 автотранспортера, 3 бензоцистерны, 19 лошадей, 10 миномётов, 38 орудий различных калибров, 2 склада с боеприпасами, свыше 320 солдат и офицеров противника. Вызвал 4 взрыва большой силы, создал 12 очагов пожара. В группе уничтожил 2 железнодорожных моста и 2 переправы. Звено за время его командования произвело 397 успешных боевых вылетов.
Указом Президиума Верховного Совета СССР от 15 мая 1946 года за образцовое выполнение боевых заданий командования и проявленные при этом мужество и героизм гвардии старшему лейтенанту Василию Васильевичу Удачину присвоено звание Героя Советского Союза с вручением ордена Ленина и медали «Золотая Звезда».
После окончания Великой Отечественной войны продолжал службу в Военно-воздушных силах СССР. В 1950 году окончил Высшие офицерские лётно-тактические курсы, в 1954 году — Военно-политическую академию. С 1958 года полковник В. В. Удачин — в запасе. Жил в Одессе, работал диспетчером, а затем начальником Одесского аэропорта. Скончался 26 апреля 1980 года. Похоронен в Одессе на Таировском кладбище.
Награждён орденом Ленина, тремя орденами Красного Знамени, орденами Отечественной войны 1-й степени, Красной Звезды, медалями.